# 山本久男
山本 久男（やまもと ひさお、1946年7月21日 - ）は、日本の男子陸上競技（やり投）選手。富山県出身、順天堂大学卒。1960年代から70年代にかけて、日本陸上競技選手権大会のやり投げ種目で優勝5回、アジア競技大会金メダリスト。

## 生涯
富山県立砺波高等学校在学中の1963年（昭和38年）、第18回国民体育大会に出場し、高校男子やり投で優勝。全国高等学校総合体育大会でも1963年・1964年とやり投げで2連覇している。
順天堂大学に進学し、在学中の1967年（昭和42年）、日本陸上競技選手権大会のやり投で優勝。1967年（昭和42年）にはユニバーシアード（東京）の日本代表に選ばれ、銅メダルを獲得した。大学卒業後は教員となり、1969年（昭和44年）から1972年（昭和47年）にかけ、日本陸上競技選手権大会でやり投4連覇（所属は、1969年に高岡ろう学校、1970年にアオイスポーツ、1971年・1972年に富士商高教員。この間、1970年にはアジア競技大会（バンコク）で金メダルを獲得している。